# Zeppelinhalde
Das Naturschutzgebiet Zeppelinhalde liegt im Landkreis Südwestpfalz in Rheinland-Pfalz.

## Beschreibung
Das 14,259 ha große Gebiet, eine Wacholderhalde, die im Jahr 1942 unter Naturschutz gestellt wurde, liegt westlich der Ortsgemeinde Nothweiler. Die Lage des Naturschutzgebiets kann mit einer Begrenzung im Osten durch die Waldgrenze zu den landwirtschaftlich genutzten Wiesen der Gemeinde Nothweiler und im Westen durch den Bergsattel (441 m) zwischen dem Schloßberg (570 m) mit der Wegelnburg und dem Kuhnenkopf (531 m) südlich und der Höhenlage um 350 m unterhalb des Kuhnenkopfes nördlich beschrieben werden. Nordwestlich erstrecken sich die Naturschutzgebiete Brauntal und Königsbruch. Unweit südöstlich verläuft die Staatsgrenze zu Frankreich.

## Wanderwege
Mitten durch das Naturschutzgebiet verläuft der Fernwanderweg Staudernheim–Soultz-sous-Forêts.